# Beenvisachtigen

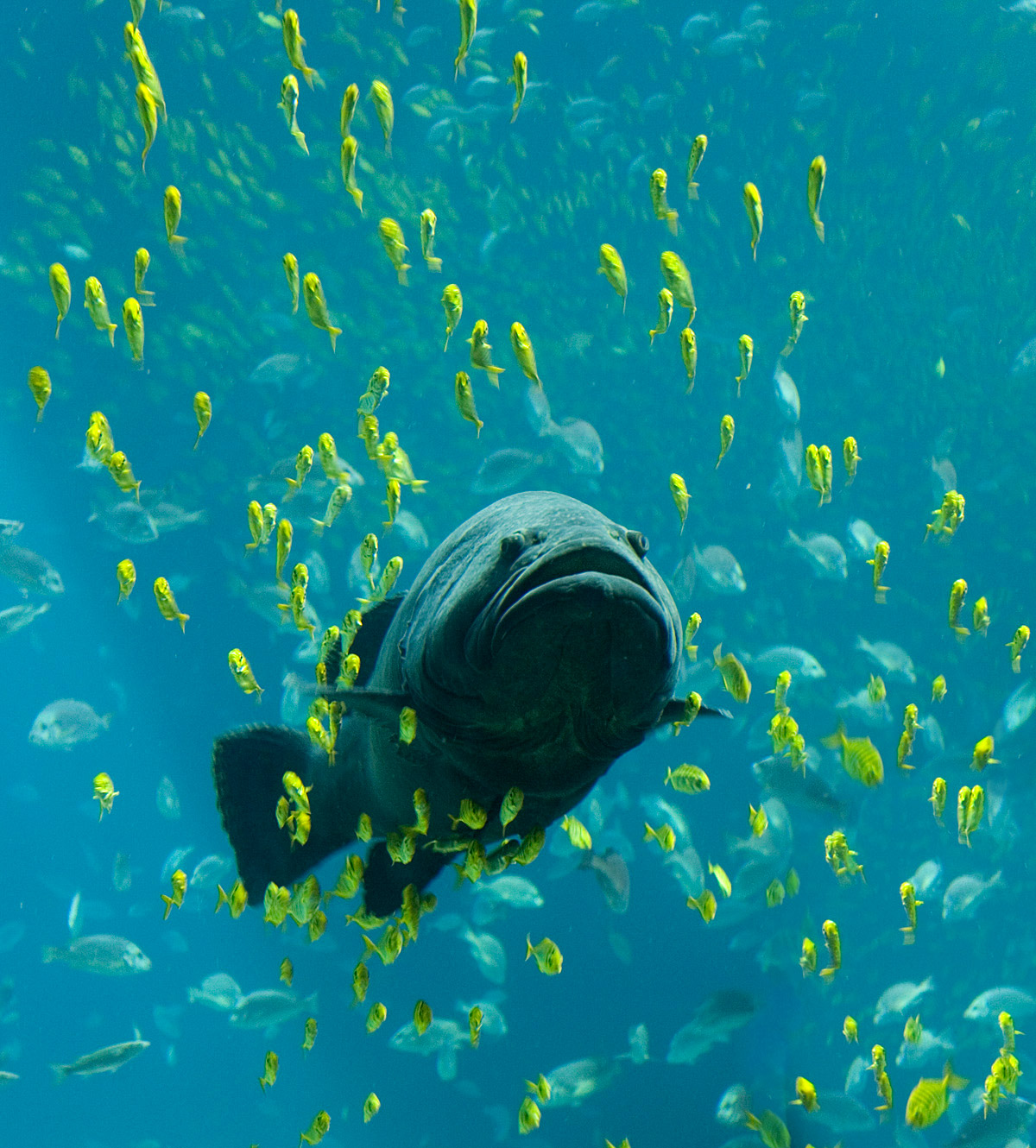
De reuzenbaars Epinephelus lanceolatus zwemt door een school van andere vissen

Beenvisachtigen (Osteichthyes) zijn een omvangrijke superklasse van vissen die in tegenstelling tot de kraakbeenvissen (Chondrichthyes) in de regel een skelet hebben dat uit echt bot bestaat. De overgrote meerderheid van alle vissen behoren tot deze groep. Met 28.000 soorten vormen de beenvisachtigen de grootste groep binnen de gewervelden. De beenvisachtigen wordt onderverdeeld in twee groepen: de straalvinnigen (Actinopterygii) en kwastvinnigen (Sarcopterygii).
De kwastvinnigen omvatten onder meer longvissen en coelacanten. Volgens de cladistiek behoren tot deze groep ook de op het land levende verwanten. Voorbeelden zijn amfibieën, reptielen, vogels en zoogdieren, samengevat onder de viervoeters (Tetrapoda). Al deze groepen stammen immers van één gemeenschappelijke voorouder af die behoort tot de Sarcopterygii. Sinds 2013 worden de beenvisachtigen veelal als clade beschouwd: de fylogenetische bomen bevatten hierin dus ook de viervoeters.

## Taxonomie
- Osteichthyes (Beenvisachtigen)
  - Superklasse: Actinopterygii (Straalvinnigen)
    - 
      - Onderklasse: Chondrostei
        - 
          - 
            - Orde: Acipenseriformes
            -  Orde: Polypteriformes

      -  Onderklasse: Neopterygii
        - Infraklasse Holostei
        -  Infraklasse Teleostei

  -  Superklasse: Sarcopterygii (Kwastvinnigen)
    - Klasse: Coelacanthimorpha
      - 
        - 
          - 
            -  Orde: Coelacanthiformes
              - 
                -  Familie: Latimeriidae (Coelacanten)

    -  Klasse: Dipnotetrapodomorpha
      -  Onderklasse: Dipnomorpha
        - 
          -  Superorde: Ceratodontae
            -  Orde: Ceratodontiformes
              - Onderorde: Ceratodontoidei
                -  Familie: Neoceratodontidae

              -  Onderorde: Lepidosirenoidei
                - Familie: Lepidosirenidae
                -  Familie: Protopteridae